# Фотина Самарићанка
Неименована Самарићанка, у православној традицији названа Фотина (или Светлана), је једна од особа које Исус среће током свог путовања кроз Самарију. Подужи разговор Исуса и Самарићанке је забележен једино у Јеванђељу по Јовану.
Исус и Фотина су, упркос свим друштвеним баријерама, отворено разговарали о верским питањима. Након тога је ова Самарићанка, поверовавши у Христа, преобратила многе Самарићане у Христову веру. Ова жена је први евангелиста у јеванђељу по Јовану.
Православне цркве Фотину славе као светицу и мученицу 20. марта по јулијанском, а 2. априла по грегоријанском календару.

## Сусрет са Исусом
Исусова дружина је путујући из Јудеје за Галилеју ишла кроз Самарију. Јевреји и Самарићани су били у односу непријатељства и нису се међусобно мешали. Код самаријског града Сихар се налазио Јаковљев бунар, где Исус, уморан од пута, седе да одмори, а ученици одоше у град да купе хране. Тада дође једна Самарићанка да захвати воде и између ње и Исуса започе чувени дијалог о живој води:
Након тога, Исус јој затражи да оде по мужа, а она одговори да нема мужа. Исус тада рече: „добро си казала да немаш мужа; јер си имала пет мужева, и кога сад имаш није ти муж“, након чега жена увиди да је пророк, те поче да га пита о верским стварима: „Наши очеви су се молили Богу на овој гори, а ви кажете да је у Јерусалиму место где се треба молити“. Исус јој рече: „Веруј ми, жено, да иде час када се нећете молити Оцу ни на овој гори ни у Јерусалиму“, након чега јој разјасни: „Него иде час и већ је ту када ће се прави богомољци молити Оцу у духу и истини; јер Бог жели такве богомољце. Бог је дух, и који му се моле треба да се моле у духу и истини.“ Обзиром да је она била Самарићанка, жена и грешница, разговарајући са њом, Исус је учинио неке веома неконвенционалне ствари за оновремени културно-религијски контекст:
- Он је као мушкарац отворено разговарао о теологији са женом.
- Он је као Јеврејин тражио да пије из ритуално неочишћеног самарићанског ведра.
- Он њу није избегао иако је знао да живи грешно, односно да је имала пет бивших мужева и да сада живи са човеком који јој није муж.

Јеванђеље помиње да ученици изражавају запањеност када затичу Исуса како разговара са њом: "И тада дођоше ученици његови, и чуђаху се где говораше са женом." Пред крај разговора Исус јој откри да је он дуго очекивани месија, чији долазак она очекује. Онда жена оде у град и исприча људима о њему, након чега многи Самарићани изиђоше на место где је Исус боравио са ученицима. Самарјани их позваше да остану код њих, и они осташе у граду два дана. Јеванђеље преноси да је много људи тада поверовало у Исусове речи, не само због женине приче, већ зато што су га сами слушали и увидели „да је овај човек заиста Спаситељ света“. Након два дана проведена код њих, Исус са ученицима продужи даље за Галилеју.

## Проповедање и смрт
Хришћанско предање каже да је Фотина касније пошла да проповеда Христово јеванђеље, са своја два сина, Виктором и Јосијом, и са пет сестара које су се звале: Анатолија, Фота, Фотида, Параскева и Кириакија. Кренули су и по другим земљама, и стигли до Картагине у Африци.
Али, за време владавине цара Нерона, доведени су у Рим, осуђени и бачени у тамницу. Ћерка Неронова Домнина дошла је у додир са Фотином, која ју је обратила у Христову веру. После тамновања сви су пострадали ради Христа. Фотина, која је крај бунара срела Христа, бачена је у бунар, где је и скончала.
Данас се у близини древног Јаковљевог бунара налази православна црква свете Фотине.